# Cranford (serie televisiva)
Cranford è una serie televisiva britannica del 2007 diretta da Simon Curtis e Steve Hudson. 
La serie, prodotta e trasmessa dalla BBC, è tratta dalle novelle Cranford, My Lady Ludlow e Mr Harrison's Confessions della scrittrice inglese Elizabeth Gaskell. 

## Trama
Nel villaggio immaginario di Cranford, nel Cheshire, un gruppo di donne nubili e vedove trascorrono gli anni della loro maturità nel modo che conviene a delle signore dell'età vittoriana. Le loro vite tranquille e provinciali vengono sconvolte dall'arrivo del dottor Frank Harrison, che si innamora della bella Sophy e diventa l'oggetto delle attenzioni di Mrs Rose e Caroline Tomkinson.

## Episodi
| Stagione       | Episodi | Prima TV USA | Prima TV Italia |
| -------------- | ------- | ------------ | --------------- |
| Prima stagione | 5       | 2007         | Inedita         |

## Personaggi e interpreti
- Lady Ludlow, interpretata da Francesca Annis. La padrona di Hanbury Court.
- Deborah Jenkyns, interpretata da Eileen Atkins. Una donna nubile con l'abitudine di moraleggiare.
- Matilda "Matty" Jenkyns, interpretata da Judi Dench. Sorella di Deborah.
- Martha, interpretata da Claudie Blakley. La domestica delle sorelle Jenkyns,
- Dottor Morgan, interpretato da John Bowe. Il rispettato medico del villaggio.
- Jem Hearne, interpretato da Andrew Buchan. Falegname e fidanzato di Martha.
- Capitano Brown, interpretato da Jim Carter. Un ufficiale in pensione e in ristrettezze economiche.
- Mary Smith, interpretata da Lisa Dillon. Ospite fissa delle sorelle Jenkyns.
- Dottor Frank Harrison, interpretato da Simon Woods. Il nuovo medico del villaggio.
- Harry Gregson, interpretato da Alex Etel. Un giovane poverissimo.
- Laurentia Galindo, interpretata da Emma Fielding. Modista della cittadina.
- Augusta Tomkinson, interpretata da Deborah Findlay. Una zitella-
- Mrs Jamieson, interpretata da Barbara Flynn. Una vedova dalle velleità aristocratiche.
- Thomas Holbrook, interpretato da Michael Gambon. Un agricoltore innamorato di Matty Jenkyns.
- Edmund Carter, interpretato da Philip Glenister. Amministratore di Lady Ludlow.
- Caroline Tomkinson, sorella di Selina Griffiths. Sorella di Augusta.
- Bertha, interpretata da Hannah Hobley. Serva di Miss Pole.
- Reverendo Hutton, interpretato da Alex Jennings. Vicario del villaggio.
- Job Gregson, interpretato da Dean Lennox Kelly. Padre di Harry.
- Mrs Rose, interpretata da Lesley Manville. Governante del dottor Harrison.
- Jack Marshland, interpretato da Joe McFadden. Un amico del dottor Harrison.
- Mrs Forrester, interpretata da Julia McKenzie. Una vedova.
- Sophy Hutton, interpretata da Kimberley Nixon. La figlia del rettore Hutton
- Maggiore Gordon, interpretato da Alistair Petrie. Amico del capitano Brown.
- Jessie Brown, interpretata da Julia Sawalha. Figlia del capitano Brown.
- Peter Jenkyns, interpretato da Martin Shaw. Il fratello di Matty e Deborah.
- Octavia Pole, interpretata da Imelda Staunton. La pettegola del villaggio.
- Clara Smith, interpretata da Finty Williams. La matrigna di Mary.
- Sir Charles Maulver, interpretato da Greg Wise. Il magistrato locale.

## Produzione

### Riprese
Le riprese erano originariamente prevista per il 2005, ma in seguito alla riduzione del budget non cominciarono prima degli inizi del 2007. Pur essendo ambientato nello Cheshire, nessuna delle scene di Cranford è stata girata in questa contea, bensì nel Surrey, ad Hambleden, Windsor, Radnage, Leighton Buzzard, Berkhamsted, Wycombe, Brentford, Isleworth e Oxford.

## Riconoscimenti
- Golden Globe
  - Candidatura per il miglior attore in una mini-serie o film per la televisione
  - Candidatura per la miglior attrice in una mini-serie o film per la televisione per Judi Dench
  - Candidatura per la miglior attrice non protagonista in una serie per Eileen Atkins
- Premio Emmy
  - Candidatura per la migliore miniserie
  - Candidatura per la migliore attrice protagonista in una miniserie o film TV per Judi Dench
  - Migliore attrice non protagonista in una miniserie o film TV per Eileen Atkins
  - Candidatura per la miglior sceneggiatura di una miniserie o film TV per Heidi Thomas
  - Migliori acconciature in una miniserie

## Sequel
Un sequel in due parti intitolato Return to Cranford fu trasmesso dalla BBC nel dicembre del 2009 come speciale natalizio. Judi Dench, Imelda Staunton, Julia MKenzie, Deborah Findlay e Barbara Flynn tornarono a ricoprire i rispettivi ruoli, questa volta affiancate nel cast da Jonathan Pryce, Celia Imrie, Lesley Sharp, Nicholas Le Prevost, Jodie Whittaker, Tom Hiddleston, Michelle Dockery, Matthew McNulty e Rory Kinnear.